# Hormodendrum viride
Hormodendrum viride är en svampart som först beskrevs av Johann Baptist Georg Wolfgang Fresenius, och fick sitt nu gällande namn av Pier Andrea Saccardo 1886. Hormodendrum viride ingår i släktet Hormodendrum och familjen Davidiellaceae.   Inga underarter finns listade i Catalogue of Life.